# Aviamilano P.19 Scricciolo
El Aviamilano P.19 Scricciolo fue un avión de entrenamiento ligero construido en Italia en los años 1960. 

## Desarrollo
El Scicciolo  fue diseñado en el Centro Volo a Vela del Politecnico di Milano como respuesta a una competición organizada por el Aeroclub de Italia para un avión civil de entrenamiento ligero. El avión fue evaluado por el aeroclub de Milán. El CVV P.19 resultó ganador y dos series de 25 aviones cada una se realizaron en la factoría de Aviamilano.

## Diseño
El Scricciolo era un monoplano de ala baja y tren de aterrizaje convencional (algunos ejemplares fueron equipados con tren de aterrizaje triciclo y fueron designados P.19Tr). El alumno y el instructor se sentaban lado a lado en la cabina. El fuselaje era de acero revestido de tela; las alas y las superficies de cola de madera, cubiertas de contrachapado.
Tras 1964, algunos ejemplares fueron equipados con motores Lycoming O-320 de 112 kW (150 hp) para ser usados como remolques de planeadores con la designación P.19R.

## Variantes
CVV P.19
Prototipo.
P.19
Versión de serie.
P.19Tr
Versión de serie con tren de aterrizaje triciclo.
P.19R
(R - Rimorchio - remolque) Ejemplares remotorizados con un Lycoming O-320 para su uso como remolque.

## Especificaciones
Referencia datos: Jane's All The World's Aircraft 1965–66

### Características generales
- Tripulación: 2
- Longitud: 7 m (23,1 ft)
- Envergadura: 10,2 m (33,6 ft)
- Altura: 2 m (6,6 ft)
- Superficie alar: 14 m² (150,7 ft²)
- Peso vacío: 525 kg (1157,1 lb)
- Peso cargado: 785 kg (1730,1 lb)
- Planta motriz: 1×  Continental O-200.
  - Potencia: 75 kW (103 HP; 102 CV)

### Rendimiento
- Velocidad máxima operativa (Vno): 210 km/h (130 MPH; 113 kt)
- Velocidad crucero (Vc): 170 km/h (106 MPH; 92 kt)
- Alcance: 5 horas
- Radio de acción: km
- Alcance en combate: km
- Alcance en ferry: km
- Techo de vuelo: 3100 m (10 171 ft)
- Régimen de ascenso: 2,8 m/s (551 ft/min)